# إيفان بيرنستاين
إيفان بيرنستاين (بالعبرية: אבן ברנשטיין‏) هو مصارع رياضي إسرائيلي، ولد في 16 أبريل 1960.

## وصلات خارجية
- إيفان بيرنستاين على موقع اللجنة الأولمبية الدولية (الإنجليزية)
- إيفان بيرنستاين على موقع أوليمبيديا (الإنجليزية)